# Айсен (провінція)
Провінція Айсен (ісп. Provincia de Aysén) — провінція в Чилі у складі регіону Айсен.
Включає 3 комуни.
Територія — 46588 км². Населення — 32319 осіб (2017). Щільність населення - 0.69 чол./км².
Адміністративний центр - Пуерто-Айсен.

## Географія
Провінція розташована на північному заході регіону Айсен.
Провінція межує:
- на півночі — провінції Палена і Чилое
- на сході — провінції Кояїке і Хенераль-Каррера
- на півдні - провінція Капітан-Прат
- на заході — Тихий океан

Адміністративно провінції належить великий архіпелаг Чонос.

## Адміністративний поділ
Провінція включає 3 комуни:
- Айсен. Адмін.центр - Айсен.
- Сіснес. Адмін.центр - Сіснес.
- Гуайтекас. Адмін.центр - Гуайтекас.